# Szuparka
Szuparka – wieś w rejonie czortkowskim obwodu tarnopolskiego.
W II Rzeczypospolitej miejscowość była siedzibą gminy wiejskiej Szuparka w powiecie borszczowskim województwa tarnopolskiego. Wieś liczy 1907 mieszkańców.
Do 2020 w rejonie borszczowskim.